# Arthur Fontes
Arthur Fontes é um diretor e produtor de cinema, TV e publicidade brasileiro.
Em 1991, fundou, junto com José Henrique Fonseca, Lula Buarque de Hollanda e Cláudio Torres, a Conspiração Filmes, uma das maiores produtoras independentes do Brasil. No entanto, sua carreira cinematográfica teve início três anos antes, em 1988, quando dirigiu o curta-metragem “Trancado (Por Dentro)”. Foi o primeiro filme nacional a ser selecionado para Sundance Film Festival. Em 1998, foi o diretor de “O Primeiro Pecado”, um dos três episódios do longa “Traição”, eleito Melhor Filme do Festival de Huelva, na Espanha, e do Júri Popular do Festival de Brasília. Quatro anos depois, dirigiu “Surf Adventures – O Filme”, que teve público recorde de 200 mil espectadores para um documentário exibido em cinemas. Em 2007, lançou “Podecrer!”, filme ambientado em 1981 e que retrata uma turma de adolescentes durante o último ano do colegial. Arthur Fontes também foi o diretor de dois episódios da série Mandrake (“Eva” e “Amparo”), exibida no canal HBO para toda a América Latina. Além de “Surf Adventures – O Filme”, também esteve à frente de outros documentários como a série "Futebol", de 1998, e os episódios "Familia Braz" e "Ensaio Geral", da série "Seis Histórias Brasileiras", exibida pelo canal GNT, em 2000. Com “Futebol” e “Ensaio Geral”, concorreu ao International Emmy Awards de melhor documentário. No setor de publicidade, Arthur Fontes já dirigiu diversos comerciais de marcas nacionais e internacionais. Em 2000, foi o vencedor do prêmio Profissionais do Ano, na categoria nacional, com o filme "Sambista" (Cerveja Antártica, agência DM-9). O diretor também ganhou outros os principais prêmios do MTV Brasil Awards, mas pelo seu trabalho em videoclipes da banda Skank, da cantora Marisa Monte e dos cantores Arnaldo Antunes e Gilberto Gil, entre outros. Ainda na área musical, Arthur Fontes comandou os especiais de Marisa Monte (Mais) e dos Titãs (Tudo ao Mesmo Tempo Agora), e escreveu com João Moreira Salles os roteiros da série "Caetano Veloso - 50 anos".

## Filmografia
Diretor:
- Magnífica 70 (2a temporada)
- Viver para Contar (2013) 
  - Queda do Boeing na Amazônia
  - Avalanche na Patagonia

- Dois Tempos (2011)
- História do Brasil (2011)
- Podecrer! (2007)
- Mandrake (2 episódios, 2005)
  - Amparo (2005)
  - Eva (2005)
- Surf Adventures - O Filme (2002)
- Seis Histórias Brasileiras (2 episódios, 2000)
  - A Família Braz (2000)
  - Ensaio Geral (2000)
- Traição (1998 - do longa "O Primeiro Pecado")
- Futebol (1998)
- Titãs - Tudo Ao Mesmo Tempo Agora (1991)
- Marisa Monte: Mais (1991) (TV)
- Trancado por Dentro (1989)

Escritor:
- Surf Adventures - O Filme (2002)
- Caetano Veloso, 50 anos (1992)
- Trancado por Dentro (1989)
- China, o Império do Centro (1987)

Produtor:
- Podecrer (2007)
- Tudo Ao Mesmo Tempo Agora (1991)
- Marisa Monte: Mais (1991)

## Prêmios
- Ganhou prêmio de Melhor Curta no Festival do Rio, por "Trancado por Dentro" (1989)
- Ganhou prêmio de Melhor Fotografia no Festival de Gramado, por "Trancado por Dentro" (1989)
- Ganhou prêmio de Melhor Roteiro no Rio Cine, por "Trancado por Dentro" (1989)
- Ganhou prêmio de Melhor Filme no Festival de Fortaleza, por "Trancado por Dentro" (1989)
- Foi finalista do Emmy Internacional, por "Futebol" (1998)
- Ganhou prêmio de Melhor Filme no Festival de Huelva, por "Traição" (1998)
- Ganhou prêmio de Melhor Documentário no É tudo verdade, por "Família Braz - Dois Tempos" (2000)
- Foi finalista do Emmy Internacional, por "Ensaio Geral" (2000)
- Ganhou prêmio de Melhor Filme na Mostra Internacional de Arte e Cultura Surf, por "Surf Adventures" (2002)
- Foi finalista do Emmy Internacional, por "Mandrake" (2005)